# St. Anna (Verl)
Die katholische Pfarrkirche St. Anna befindet sich in der ostwestfälischen Stadt Verl im Kreis Gütersloh in Nordrhein-Westfalen. Die Hallenkirche wurde von 1792 bis 1801 durch Fürst Wenzel Anton von Kaunitz-Rietberg erbaut, dem Grafen von Kaunitz-Rietberg und Staatskanzler Österreichs. Kirche und Gemeinde gehören zum Pastoralen Raum Am Ölbach im Dekanat Rietberg-Wiedenbrück des Erzbistums Paderborn.

## Geschichte
Nachdem die Vorgängerkirche 1792 abgebrochen wurde, ließen Fürst Wenzel Anton Kaunitz und dessen Sohn Dominikus Andreas die Kirche 1792 bis 1801 erbauen und einrichten. Graf Kaunitz war ein österreichischer Staatskanzler der Kaiserin Maria Theresia und beauftragte den Wiener Architekten Johann Ferdinand Hetzendorf von Hohenberg mit dem Entwurf des Bauwerkes.
1933 wurde die Kirche mit einem Choranbau im Westen sowie mit zwei unterkellerten Sakristeiräumen erweitert. 1935 wurde das Innere der Kirche barockisiert.
Am 12. April 1983 wurde die Kirche gemeinsam mit dem umgebenden Kirchplatz unter der Nummer 2 in die Liste der Baudenkmäler in Verl eingetragen.
Im Jahr 2013 fand eine umfangreiche Sanierung des Dachstuhls statt. Durch den Befall der Balken mit dem Gescheckten Nagekäfer mussten zahlreiche Sparren im Dachstuhl saniert und erneuert werden. Durch die vorhandene Population von Fledermäusen kam es zu zahlreichen Bauunterbrechungen, da Auflagen der Unteren Landschaftsbehörde die Renovierungsarbeiten unterbrachen.
Im Jahr 2014 wird eine umfangreiche Innensanierung der Kirche vorgenommen. Die Fertigstellung ist zum Weihnachtsfest 2014 geplant.

## Baubeschreibung

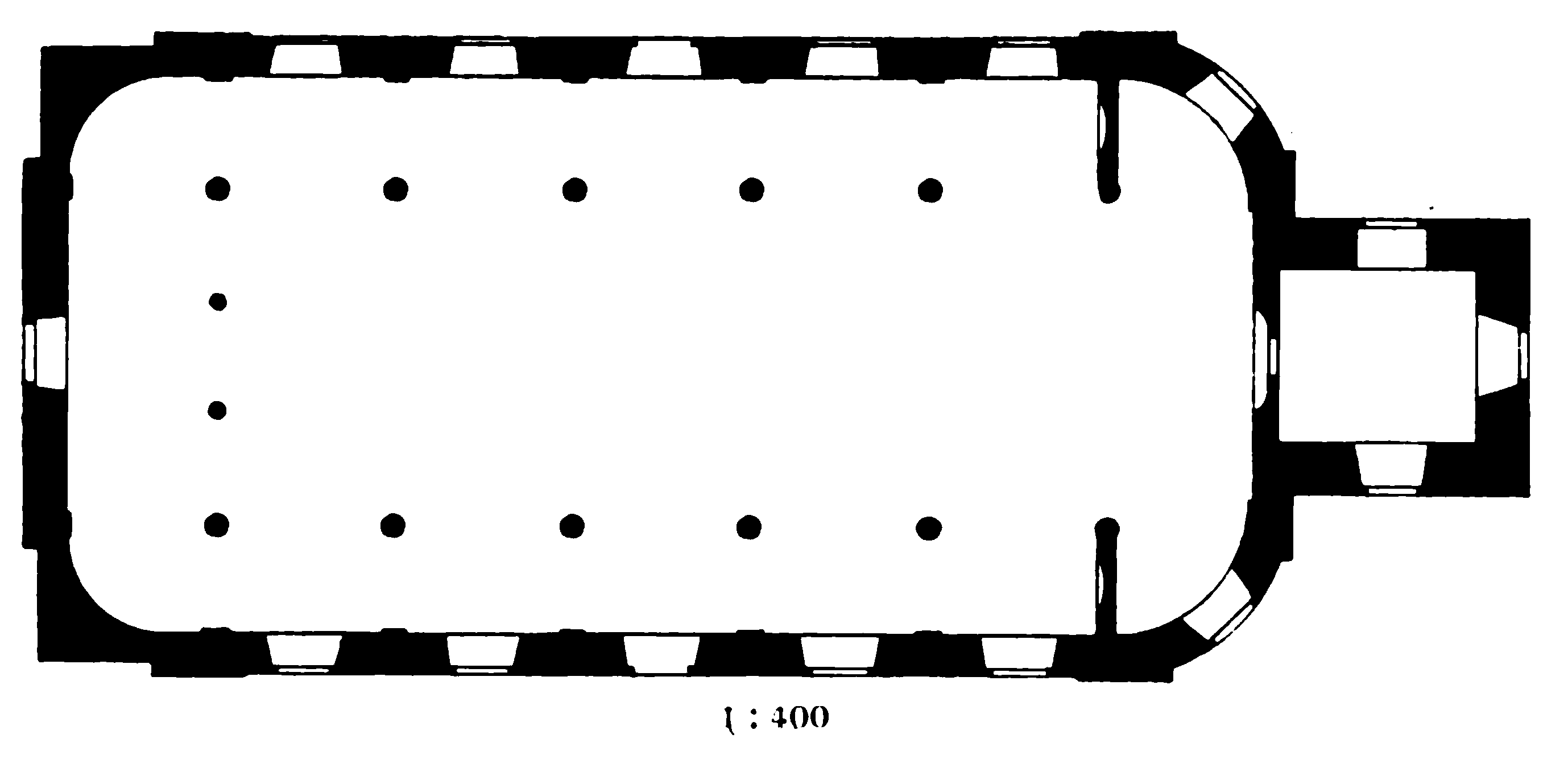
Grundriss vor dem Anbau 1933

St. Anna in Verl ist eine der wenigen klassizistischen Hallenkirchen in Westfalen. Die drei Kirchenschiffe sind fünfjochig und von flachen Längstonnengewölben überspannt. Der Chorraum im Westen hatte innen abgerundete Ecken; die östlichen Ecken am Turm sind innen und außen abgerundet. Hohe Steinsäulen und Wandvorlagen tragen das gerade Gebälk mit der Holzdecke. Die Fenster sind rundbogig, im östlichen Turm gerade geschlossen. Die Schalllöcher sind wiederum rundbogig. Die Eingänge zum Kirchenschiff sind gerade, im Turm rundbogig.

## Ausstattung

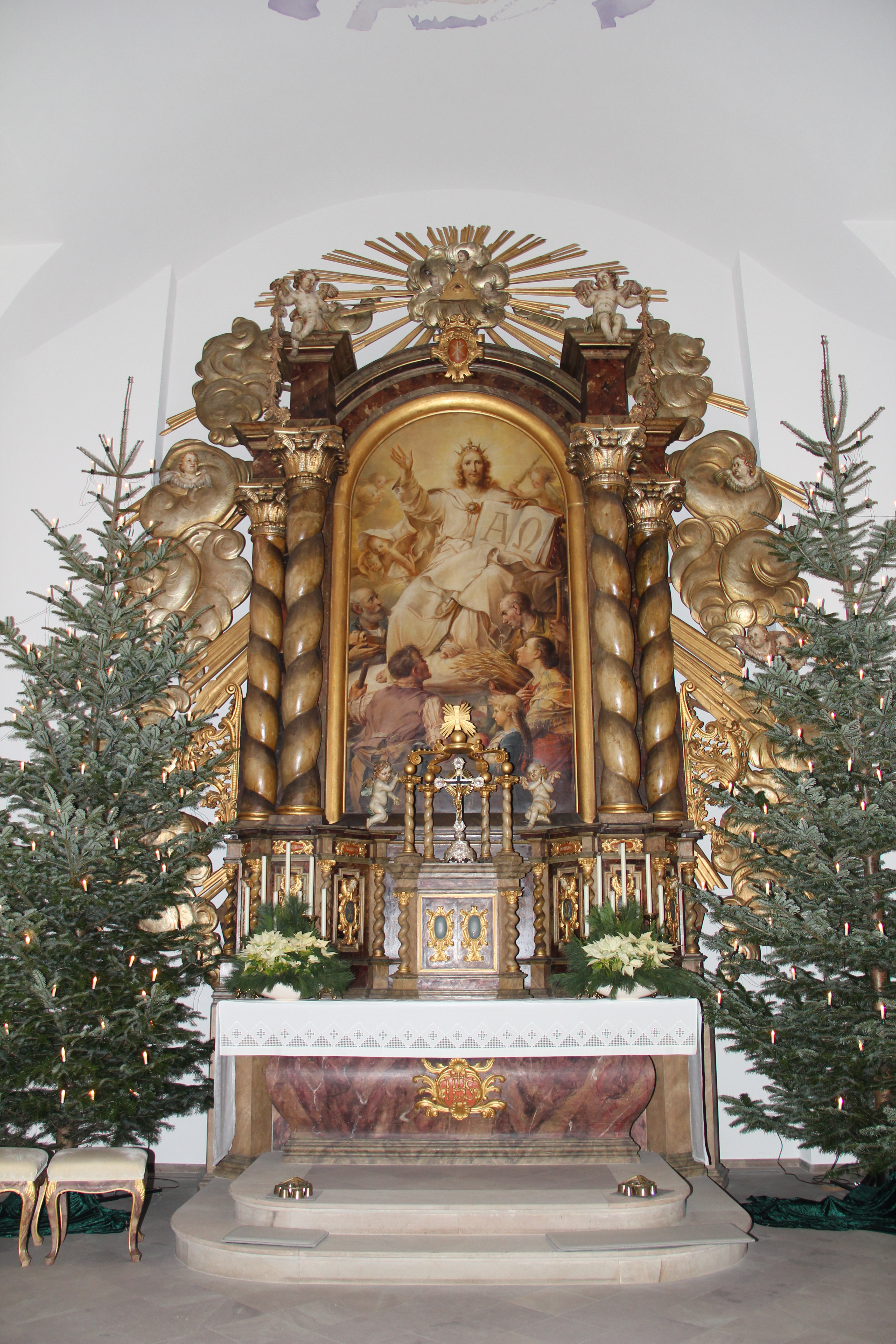
Hochaltar der Sankt-Anna-Kirche in Verl

Die gesamte Ausstattung – mit Ausnahme der Orgel – wurde ursprünglich von dem Hofmaler und Möbelfabrikanten Philipp Ferdinand Ludwig Bartscher aus Rietberg geschaffen. Hiervon ist nur noch die 1799 entstandene Kanzel erhalten. Der neobarocke Hochaltar stammt von Heinrich Repke aus dem Jahr 1935. Das Altargemälde zeigt Christus König zu dessen Füßen die Verler Kirche steht. Sie ist von den Ständen des Verler Landes umgeben.
Ältestes Stück ist ein gotischer Taufstein, der noch aus der 1792 abgebrochenen Kirche stammt.
Weitere Ausstattungsstücke sind
- der Kreuzweg von 1936
- ein Kirchenfenster Hl. Johannes Nepomuk von 1928. Die Darstellung trägt die Gesichtszüge des Domkapitulars F. Kühlmann.
- ein Kirchenfenster Hl. Familie von 1929
- vergoldete Sonnenmonstranz aus Silber vor 1705
- einige Holzfiguren

### Orgel
Der Orgelprospekt wurde 1834–1836 von Heinrich Wilhelm Breidenfeld aus Münster geschaffen. 1984 erfolgte ein Neubau durch Fischer & Krämer, bei der das Gehäuse und einige Register erhalten wurden. Heute erklingen 39 Register auf drei Manualen und Pedal. Die Orgel hat heute folgende Disposition:
| I Hauptwerk C– |              |       |
| 1.             | Bordun       | 16′   |
| 2.             | Prinzipal    | 8′    |
| 3.             | Hohlflöte    | 8′    |
| 4.             | Dolce        | 4′    |
| 5.             | Oktave       | 4′    |
| 6.             | Kleingedeckt | 4′    |
| 7.             | Quinte       | 2 ⁄3′ |
| 8.             | Oktave       | 2′    |
| 9.             | Cornett V    | 8′    |
| 10.            | Mixtur IV    |       |
| 11.            | Trompete     | 8′    |

| II Schwellwerk C– |              |     |
| 12.               | Doppelflöte  | 8′  |
| 13.               | Gambe        | 8′  |
| 14.               | Prinzipal    | 4 ′ |
| 15.               | Blockflöte   | 4′  |
| 16.               | Flageolet    | 2′  |
| 17.               | Fourniture V |     |
| 18.               | Basson       | 16′ |
| 19.               | Oboe         | 8′  |
|                   | Tremulant    |     |

| III Schwellwerk C– |               |        |
| 20.                | Liebl.Gedeckt | 8′     |
| 21.                | Aeoline       | 8′     |
| 22.                | Vox coelestis | 8′     |
| 23.                | Flauto dolce  | 4′     |
| 24.                | Fernflöte     | 4′     |
| 25.                | Nasard        | 2 ⁄3′  |
| 26.                | Waldflöte     | 2′     |
| 27.                | Terzflöte     | 1 3⁄5′ |
| 28.                | Sifflet       | 1′     |
| 29.                | Trompet harm. | 8′     |
|                    | Tremulant     |        |

| Pedal C– |            |     |
| 30.      | Untersatz  | 32′ |
| 31.      | Kontrabass | 16′ |
| 32.      | Subbass    | 16′ |
| 33.      | Oktavbass  | 8′  |
| 34.      | Violon     | 8′  |
| 35.      | Gedeckt    | 8′  |
| 36.      | Choralbass | 4′  |
| 37.      | Mixtur IV  |     |
| 38.      | Posaune    | 16′ |
| 39.      | Trompete   | 8′  |

### Glocken
Bei der Bestandsaufnahme durch den Denkmalpfleger Albert Ludorff existierte eine Glocke von 1747 mit 0,78 m Durchmesser. Sie trägt die Inschrift ex donatione r. dei. k. w. kathower pastory verlensis hec campana fusa est anno 1747 d, 26. september. Die Glocken 2 bis 4 werden als neu bezeichnet.
Das jetzige Geläute ist mit einem tiefen Halbtonschritt ausgeprägt.
Christusglocke...h°.....Rincker, Sinn...2005...2.432 kg
Josefsglocke.......cis'...Rincker, Sinn...2005...1.723 kg
Marienglocke.......d'.....Rincker, Sinn...2005...1.060 kg
Johannesglocke.....e'.....Rincker, Sinn...2005...1.160 kg
Annaglocke.........fis'...Rincker, Sinn...2005...523 kg
Schutzengelglocke..a'.....Rincker, Sinn...2005...285 kg
Benediktusglocke...h'.....Rincker, Sinn...2005...391 kg